# Laida Bologna
Laida Bologna è il secondo EP del gruppo Oi! bolognese Nabat, pubblicato nel 1984 dalla C.A.S. Records.

## Tracce
1. Laida Bologna
2. Potere nelle strade
3. Lunga vita ai ribelli Oi!
4. Troia